# Ушемнур
 Ушемнур  — деревня в Новоторъяльском районе Республики Марий Эл. Входит в состав Староторъяльского сельского поселения.

## География
Находится в северо-восточной части республики Марий Эл на расстоянии приблизительно 4 км по прямой на юго-восток от районного центра посёлка Новый Торъял.

## История
В 1928 году в Старом Торъяле создано товарищество по совместной обработке земли «Ушемнур», преобразованное позже в коммуну. В 1929 году товарищество образовало новую деревню Ушемнур. В 1939 году в Ушемнуре насчитывалось 127 человек, в 1942 году в колхозе осталось 9 трудоспособных мужчин, 41 женщина, числилось 34 хозяйства, всего 130 жителей. В 1970 году в деревне проживали 76 человек. В 2002 году оставалось 5 домов.

## Население
Население составляло 36 человек (мари 100 %) в 2002 году, 23 в 2010.

## Известные уроженцы
- Серова Елизавета Ивановна (род. 1945) — бригадир штукатуров СУ-16 треста «Маригражданстрой» (1972―2000). Лауреат Государственной премии СССР (1988). Заслуженный строитель Марийской АССР (1979).